# Clínica Psiquiátrica de Maracay
La Clínica Psiquiátrica de Maracay es un establecimiento de atención médica pública tipo III dedicado al diagnóstico y tratamiento primario y de urgencias de enfermedades psiquiátricas o mentales, ubicado en el centro de la ciudad de Maracay, estado Aragua, Venezuela.
Fundada como hospital en febrero de 1959 para atender una población de 500 mil habitantes, sustituyendo la Clínica de Urgencias de Maracay y al psiquiátrico del Hospital Civil de Maracay de la avenida Bolívar, donde existía en asociación con el sanatorio antituberculoso el municipio. Actualmente cuenta con la modalidad de atención a través de hospitalización y consulta externa. Institución pública administrada por el Estado para 30 camas presupuestadas.
Aunque la Clínica Psiquiátrica de Maracay hospitaliza pacientes de día, dicho centro no cuenta con el servicio de internamiento.
Ofrece especialización en Psiquiatría Comunitaria y problemas adictivos. Las primeras causas de consultas por enfermedades mentales en 2005 fueron 22,9% para trastornos depresivos, 17,6% en el trastorno de ansiedad, 13,3% Esquizofrenia, 10% trastornos depresivos recurrente y 9,6% para trastornos de las emociones de comienzo habitual en la infancia.